# Adamij
Adamij (in lingua russa Адамий) è un centro abitato dell'Adighezia, situato nel Krasnogvardejskij rajon. La popolazione era di 1.402 abitanti al dicembre 2018. Ci sono 28 strade.